# Ян из Фалькенштейна
Ян (Йешек) из Фалькенштейна (чеш. Jan (Ješek) z Falkenštejna; 1281/1282 — не ранее 1337) — внебрачный сын чешской королевы Кунгуты из рода Рюриковичей, вдовы короля Пржемысла Отакара II, и магната Завиша из Фалькенштейна из рода Витковичей из Крумлова, комтур Тевтонского ордена.

## Биография
Матерью Яна была Кунигунда-Кунгута (1245—1285), дочь сбежавшего в Венгрию от монголо-татар русского князя Ростислава Михайловича, бана Мачвы, и венгерской принцессы Анны. По отцу её дедом был Святой Михаил Черниговский, по матери — венгерский король Бела IV.
В 1278 году её муж чешский король Пржемысл Отакар II погиб в битве с немецким королём Рудольфом I Габсбургом. В результате Рудольф распространил своё влияние на всю Чехию. Кунгута смогла бежать из-под этого влияния в свой вдовий замок Градце-над-Моравици. Вскоре туда прибыл и чешский рыцарь Завиш из Фалькенштейна (ок. 1240—1290), который также находился в оппозиции к ставленникам Рудольфа Габсбурга, и также был вдовцом. Между ними завязался роман.
В 1281 году они вынуждены были бежать в одно из родовых владений Завиша в Моравии. В том же году или чуть позже у них родился сын Ян, прозванный Йешек. По легенде, это произошло в одном из замков недалеко от Своянов.
В 1283 году из Бранденбурга, где он находился в качестве заложника, вернулся юный король Чехии Вацлав II, сын Кунгуты. Вскоре в Прагу вернулась и она сама вместе с Завишем и сыном. Постепенно они оттеснили от короля немецкую партию и взяли управление страной в свои руки.
В мае 1285 года Кунгута и Завиш поженились. Однако уже в сентябре она умерла от туберкулёза.
Поначалу Завиш не утратил своего влияния на пасынка-короля. В октябре Вацлав передал Завишу и его сыну королевский город Поличку, замок Ланшперк, город Ланшкроун и другие дары. Однако четыре года спустя противники Завиша убедили короля схватить его, и в 1290 году он был казнён.
Теоретически был опасен для короля и его сын Ян, поскольку через свою мать он был в родстве с большинством правящих династий Европы - Рюриковичами, Арпадами, Капетингами и Габсбургами. Поэтому нельзя было допустить, чтобы он находился в контакте с простыми подданными короны. 8-летнего сироту Яна отдали на воспитание тевтонским рыцарям.
В ордене Ян сделал хорошую карьеру. Он стал комтуром в чешском Репине, в 1328 году — комтуром в Богемии и Моравии, затем — в прусском Альтшаузе. Вероятно, участвовал в крестовом походе короля Яна Люксембургского и его сына Карла на Литву в 1337 году, которому, впрочем, помешала дождливая зима. В том же 1337 году Ян из Фалькенштейна опять упомянут как комтур в Репине. Он умер через некоторое время после этого.
Хорошо сохранилась печать Яна: апокалиптический Христос сидит на радуге с двумя мечами.